# Listă de forme de relief pe Tethys
Aceasta este o listă de forme de relief numite pe Tethys. Formele de relief Tethyene sunt numite după oameni și locuri din Iliada și Odiseea lui Homer.

## Chasmata
Există două chasmata numite pe Tethys.
| Chasma        | Engleză pronunție | Coordonatele                  | Lungime (km) | Data de aprobare | Numită după | Refs  |
| ------------- | ----------------- | ----------------------------- | ------------ | ---------------- | ----------- | ----- |
| Ithaca Chasma | /ˈɪθəkə/          | 14°00′S 6°06′E / 14°S 6.1°E   | 1219         | 1982             | Itaca       | WGPSN |
| Ogygia Chasma | /oʊˈdʒɪdʒiə/      | 56°00′N 95°12′E / 56°N 95.2°E | 120          | 2008             | Ogigia      | WGPSN |

## Montes
Complexul central al bazinului Odysseus se numește Scheria Montes.
| Montes         | Engleză pronunție | Coordonatele            | Mărime, km | Data de aprobare | Numit după | Refs  |
| -------------- | ----------------- | ----------------------- | ---------- | ---------------- | ---------- | ----- |
| Scheria Montes | /ˈskɪəriə/        | 30°N 131°E / 30°N 131°E | 1859       | 2008             | Scheria    | WGPSN |

## Cratere
| Crater       | Engleză pronunție | Coordonatele                        | Lungime (km) | Data de aprobare | Numit după   | Refs  |
| ------------ | ----------------- | ----------------------------------- | ------------ | ---------------- | ------------ | ----- |
| Achilles     | /əˈkɪliːz/        | 0°36′N 324°23′E / 0.6°N 324.38°E    | 58.4         | 2008             | Achilles     | WGPSN |
| Aietes       | /eɪˈiːtiːz/       | 41°26′S 6°14′E / 41.44°S 6.23°E     | 91           | 2008             | Aietes       | WGPSN |
| Ajax         | /ˈeɪdʒæks/        | 28°25′S 282°00′E / 28.41°S 282°E    | 88           | 1982             | Ajax         | WGPSN |
| Alcinous     | /ælˈsɪnoʊəs/      | 30°19′N 212°37′E / 30.31°N 212.61°E | 50           | 2008             | Alcinous     | WGPSN |
| Amphinomus   | /æmˈfɪnəməs/      | 14°52′S 128°42′E / 14.87°S 128.7°E  | 13.6         | 2008             | Amphinomus   | WGPSN |
| Anticleia    |                   | 51°19′N 32°22′E / 51.31°N 32.37°E   | 100.7        | 1982             | Anticleia    | WGPSN |
| Antinous     | /ænˈtɪnoʊəs/      | 59°53′S 286°09′E / 59.89°S 286.15°E | 138          | 1982             | Antinous     | WGPSN |
| Arete        | /əˈriːtiː/        | 4°40′S 299°00′E / 4.67°S 299°E      | 13           | 1982             | Arete        | WGPSN |
| Circe        |                   | 12°36′S 54°40′E / 12.6°S 54.66°E    | 79           | 1982             | Circe        | WGPSN |
| Demodocus    |                   | 59°22′S 18°13′E / 59.37°S 18.21°E   | 125          | 2008             | Demodocus    | WGPSN |
| Diomedes     | /daɪəˈmiːdiːz/    | 38°07′N 289°25′E / 38.12°N 289.42°E | 48.57        | 2008             | Diomedes     | WGPSN |
| Dolius       | /ˈdoʊliəs/        | 30°09′S 210°20′E / 30.15°S 210.33°E | 190          | 2008             | Dolius       | WGPSN |
| Elpenor      |                   | 53°26′N 263°41′E / 53.43°N 263.69°E | 60           | 1982             | Elpenor      | WGPSN |
| Euanthes     | /juːˈænθiːz/      | 7°52′N 238°55′E / 7.86°N 238.91°E   | 33           | 1982             | Euanthes     | WGPSN |
| Eumaeus      | /juːˈmiːəs/       | 23°06′N 51°07′E / 23.1°N 51.12°E    | 30           | 1982             | Eumaeus      | WGPSN |
| Eupithes     | /juːˈpaɪθiːz/     | 18°43′N 171°13′E / 18.71°N 171.21°E | 22.3         | 2008             | Eupithes     | WGPSN |
| Eurycleia    |                   | 52°32′N 246°30′E / 52.54°N 246.5°E  | 31           | 1982             | Eurycleia    | WGPSN |
| Eurylochus   | /jʊˈrɪləkəs/      | 5°04′S 27°52′E / 5.07°S 27.86°E     | 44.8         | 2008             | Eurylochus   | WGPSN |
| Eurymachus   | /jʊˈrɪməkəs/      | 35°39′S 65°00′E / 35.65°S 65°E      | 38.4         | 2008             | Eurymachus   | WGPSN |
| Halius       | /ˈheɪliəs/        | 44°24′N 4°58′E / 44.4°N 4.96°E      | 29.5         | 2008             | Halius       | WGPSN |
| Hermione     |                   | 38°24′S 148°41′E / 38.4°S 148.69°E  | 68.2         | 2008             | Hermione     | WGPSN |
| Icarius      | /aɪˈkɛəriəs/      | 5°53′S 305°51′E / 5.89°S 305.85°E   | 54.4         | 2008             | Icarius      | WGPSN |
| Irus         | /ˈaɪrəs/          | 27°00′S 244°49′E / 27°S 244.81°E    | 26.5         | 2008             | Irus         | WGPSN |
| Laertes      |                   | 46°22′S 67°28′E / 46.36°S 67.46°E   | 51.13        | 1982             | Laertes      | WGPSN |
| Leocritus    | /liːˈɒkrɪtəs/     | 21°32′N 118°40′E / 21.53°N 118.66°E | 12.5         | 2008             | Leocritus    | WGPSN |
| Leucothea    | /ljuːˈkɒθiːə/     | 4°16′S 123°50′E / 4.26°S 123.84°E   | 13.8         | 2008             | Leucothea    | WGPSN |
| Maron        | /ˈmɛərən/         | 2°31′N 119°20′E / 2.52°N 119.33°E   | 11.8         | 2008             | Maron        | WGPSN |
| Medon        | /ˈmiːdən/         | 25°30′N 143°19′E / 25.5°N 143.31°E  | 18.7         | 2008             | Medon        | WGPSN |
| Melanthius   |                   | 58°30′S 192°37′E / 58.5°S 192.61°E  | 250          | 1982             | Melanthius   | WGPSN |
| Mentor       |                   | 0°15′N 44°10′E / 0.25°N 44.16°E     | 62           | 1982             | Mentor       | WGPSN |
| Naubolos     | /ˈnɔːbələs/       | 72°11′S 305°11′E / 72.19°S 305.18°E | 54.5         | 2008             | Naubolos     | WGPSN |
| Nausicaa     | /nɔːˈsɪkiə/       | 84°24′N 5°00′E / 84.4°N 5°E         | 69           | 1982             | Nausicaa     | WGPSN |
| Neleus       | /ˈniːliːəs/       | 19°23′S 25°43′E / 19.38°S 25.72°E   | 37.6         | 2008             | Neleus       | WGPSN |
| Nestor       | /ˈnɛstər/         | 54°00′S 64°49′E / 54°S 64.81°E      | 38.2         | 1982             | Nestor       | WGPSN |
| Odysseus     | /əˈdɪsiːəs/       | 32°49′N 128°53′E / 32.82°N 128.89°E | 445          | 1982             | Odysseus     | WGPSN |
| Oenops       | /ˈiːnɒps/         | 28°08′N 93°26′E / 28.13°N 93.44°E   | 25.7         | 2008             | Oenops       | WGPSN |
| Ormenus      |                   | 20°23′S 43°51′E / 20.39°S 43.85°E   | 39.8         | 2008             | Ormenus      | WGPSN |
| Penelope     | /pəˈnɛləpiː/      | 10°50′S 249°13′E / 10.83°S 249.22°E | 207.5        | 1982             | Penelope     | WGPSN |
| Periboea     |                   | 8°00′N 34°52′E / 8°N 34.86°E        | 51           | 2008             | Periboea     | WGPSN |
| Phemius      | /ˈfiːmiəs/        | 11°19′N 286°13′E / 11.32°N 286.22°E | 75.9         | 1982             | Phemius      | WGPSN |
| Philoetius   |                   | 2°19′N 184°43′E / 2.32°N 184.71°E   | 28.3         | 2008             | Philoetius   | WGPSN |
| Polycaste    |                   | 1°23′N 86°25′E / 1.38°N 86.41°E     | 23           | 2008             | Polycaste    | WGPSN |
| Polyphemus   |                   | 3°29′S 282°59′E / 3.48°S 282.98°E   | 73           | 1982             | Polyphemus   | WGPSN |
| Poseidon     | /pəˈsaɪdən/       | 55°43′S 101°18′E / 55.71°S 101.3°E  | 63           | 2008             | Poseidon     | WGPSN |
| Rhexenor     |                   | 75°38′S 65°13′E / 75.63°S 65.22°E   | 38           | 2008             | Rhexenor     | WGPSN |
| Salmoneus    | /sælˈmoʊniːəs/    | 1°46′S 335°11′E / 1.77°S 335.18°E   | 93           | 2008             | Salmoneus    | WGPSN |
| Teiresias    |                   | 60°23′N 0°50′E / 60.39°N 0.83°E     | 14.5         | 1982             | Teiresias    | WGPSN |
| Telemachus   |                   | 54°00′N 339°23′E / 54°N 339.38°E    | 92           | 1982             | Telemachus   | WGPSN |
| Telemus      |                   | 34°32′S 356°53′E / 34.53°S 356.89°E | 320          | 2008             | Telemus      | WGPSN |
| Theoclymenus |                   | 14°26′S 205°38′E / 14.43°S 205.63°E | 34.3         | 2008             | Theoclymenus | WGPSN |